# HD 171238 b
HD 171238 b es un planeta extrasolar que orbita la estrella de tipo G de la secuencia principal HD 171238, localizado aproximadamente a 164 años luz en la constelación de Sagitario. Este planeta tiene al menos 2,5 veces la masa de Júpiter y orbita 2 veces más próximo a su estrella que Júpiter. Sin embargo, su órbita es muy excéntrica con una oscilación de 2 UA entre su periastro y su apoastro. Este planeta fue descubierto en agosto de 2009 usando el método de la velocidad radial en el observatorio de La Silla (Chile).